# Цанди

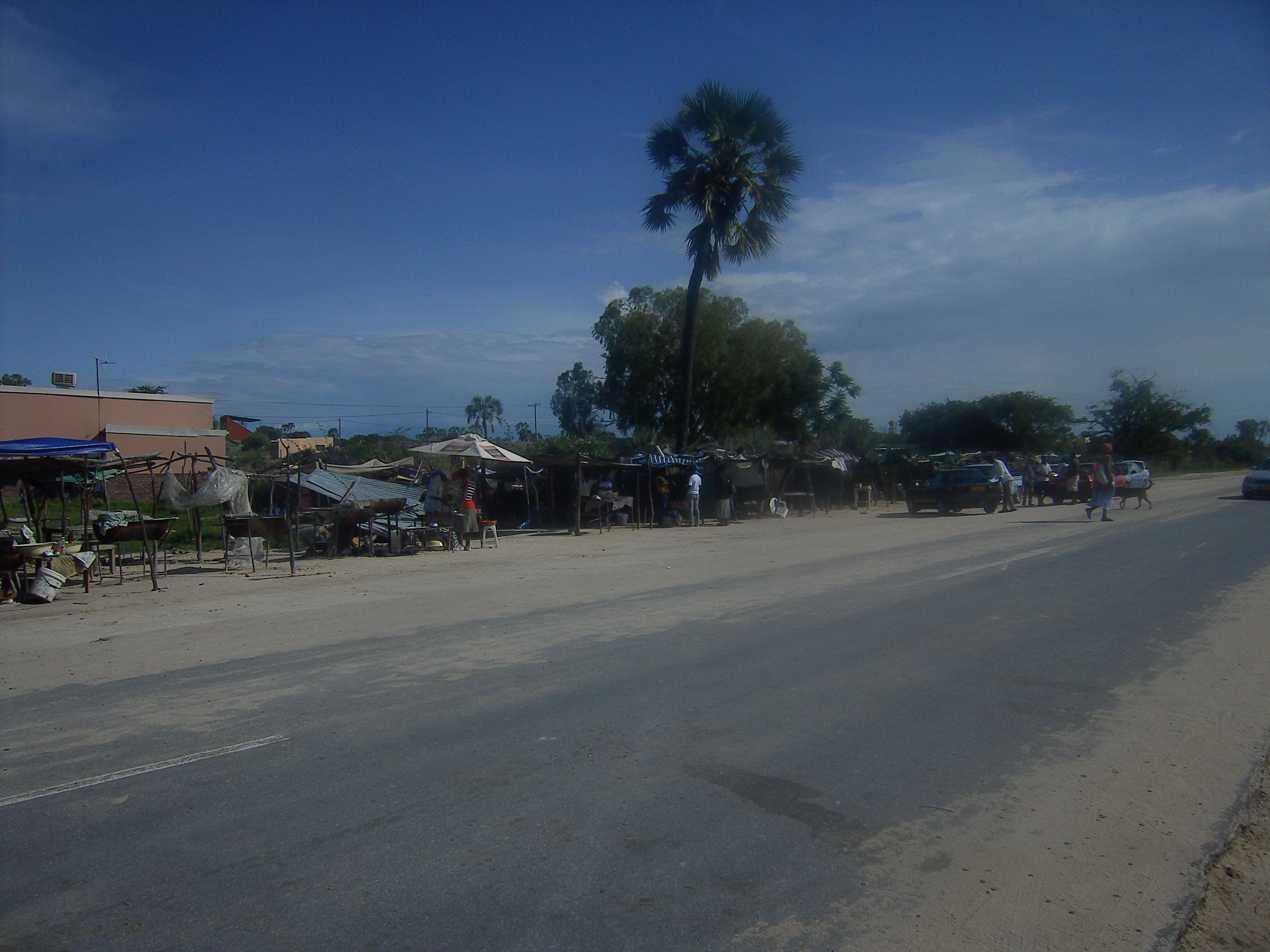
Главная улица.

Цанди — деревня на севере Намибии, в области Омусати. Является центром одноимённого избирательного округа. Через деревню проходит автодорога Оутапи — Цанди — Окахао.
Местность, на которой находится Цанди, в основном засушливая, покрытая редколесьем.
В местном Совете все пять мест по результатам выборов 2015 года были заняты представителями партии «Организация народов Юго-Западной Африки».
В Цанди расположена резиденция вождя племенного союза Ууквалуудхи.
Около деревни находится гостиница для туристов.